# Pterorthochaetes simplex
Pterorthochaetes simplex är en skalbaggsart som beskrevs av Raffaello Gestro 1899. Pterorthochaetes simplex ingår i släktet Pterorthochaetes och familjen Hybosoridae. Inga underarter finns listade i Catalogue of Life.